# 팜데일역
팜데일역 (Farmdale Station)은 로스앤젤레스 군 광역철도의 엑스포선역 중 하나이다. 로스앤젤레스의 웨스트 애덤스 지구에 있는 팜데일 애비뉴(Farmdale Avenue)와 엑스포지션 대로(Exposition Boulevard)의 교차로에 위치한다.

## 운행

### 열차 운행 정보
엑스포 선 운행 시간은 매일 약 오전 4시부터 12시 30분까지이다. 메트로 레일은 2012년 4월 28일에 개통
되었고, 정기 운행은 2012년 6월 20일에 재개되었다.

## 역 구조
| 승강장 | 상대식 승강장, 오른쪽 출입문이 열림 | 상대식 승강장, 오른쪽 출입문이 열림                                               |
| 승강장 | 엑스포선                            | ← 엑스포/라브레아 역 Expo/La Brea Station ← 다운타운 샌타모니카 역 행 (종착점행)  |
| 승강장 | 엑스포선                            | → 엑스포/크렌쇼 역 Expo/Crenshaw Station → 7th 스트리트/메트로센터 역 행 (기점행) |
| 승강장 | 상대식 승강장, 오른쪽 출입문이 열림 |                                                                                   |

팜데일 역의 위치는 로스앤젤레스 제퍼슨 파크 지구와 볼드윈 빌리지 인근 주택가에 있으며, 수잔 밀러 도르지 고등학교(Susan Miller Dorsey High School)와 인접해 있으며, 란초 시엔가 스포츠 단지(Rancho Cienega Sports Complex)에서 도보 거리에 있다.
이 역은 "near-side" 승강장 구조이다. 이것은 승강장이 건널목 사이에 두고 각각 한쪽씩 위치하며, 열차는 건널목을 건너기전 항상 승강장에서 먼저 정차한다.

## 배경

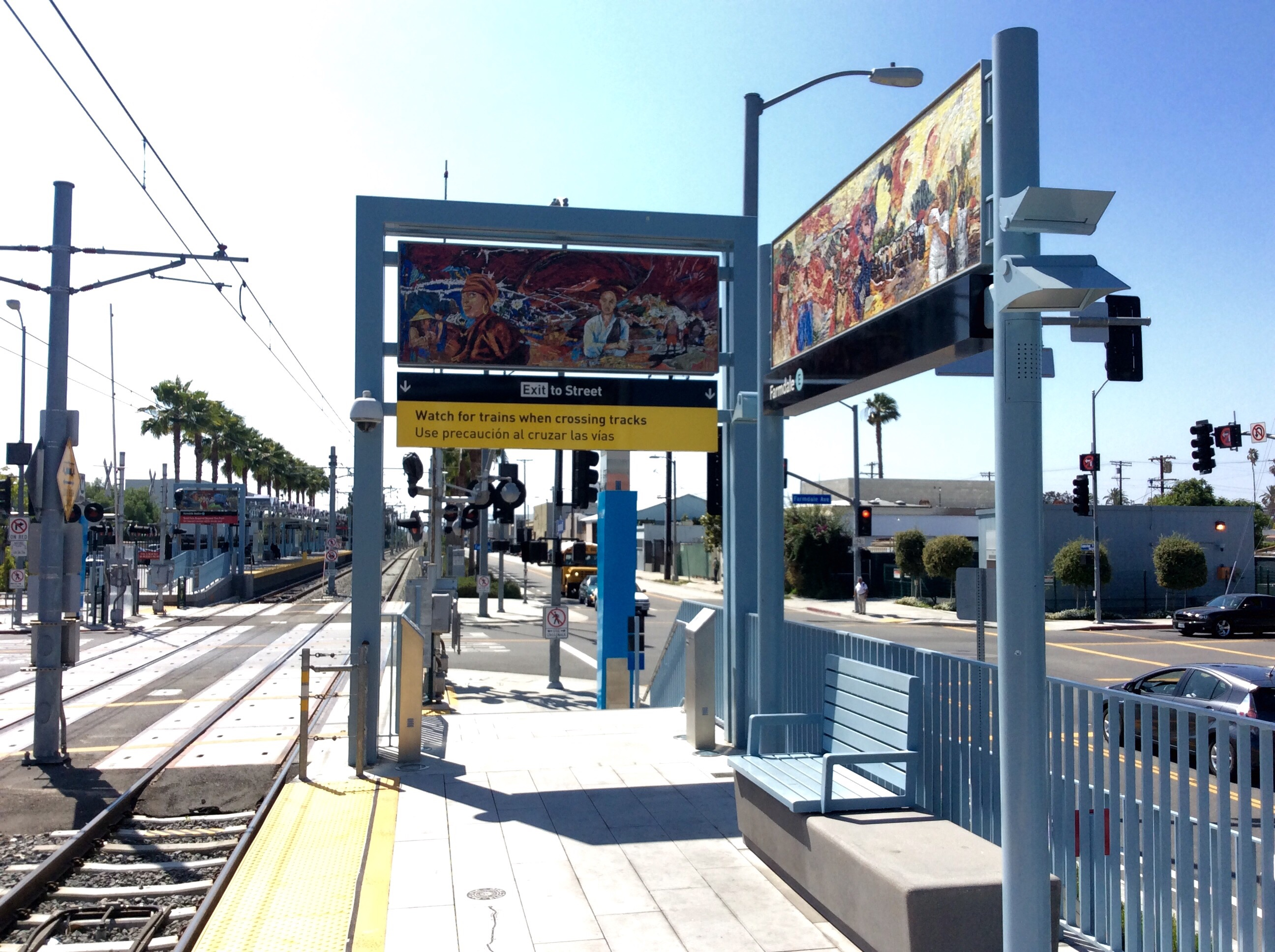
역의 벽예술.

엑스포 1단계 프로젝트의 최종 환경 영향 보고서(EIR)에서, 엑스포 당국은 팜데일 애비뉴에서 평면 건널목을 추천했다.(그리고 메트로 이사회 승인) LAUSD를 비롯한 일부 공동체 구성원들은 (건널목에 인접해 있는) Dorsey 고등학교 학생들의 안전 문제를 이유로 평면 건널목에 반대했다. 2009년 2월 20일, 캘리포니아 공공 시설 위원회(CPUC)는 엑스포 당국의 평면 교차료 요청을 거부했다. 이에 대해 엑스포 당국은 2009년 7월 29일 건널목 분리에 대한 4가지 대안을 제시했다. 이 제안들 중 하나인 팜데일의 역은 CPUC의 배정된 행정법률 판사에 의해 검토되었다. 2010년 3월 22일자 서면 결정에서, 판사는 전체 프로젝트의 EIR을 다시 수행할 필요 없이 CPUC가 승인 부가조항을 최종 EIR에 포함시킴으로써 팜데일 역을 프로젝트에 추가할 수 있다고 판결했다. 위원회는 2010년 7월 29일 평면 건널목(및 팜데일 역의 건설)을 승인하기로 최종 결정했다.
팜데일 애비뉴의 건널목에 역이 붙어있어, 엑스포선을 운행하는 모든 열차는 팜데일 역에서 완전히 정차해야 하므로, 이 지역의 보행자와 학생들의 안전을 향상시킨다.

## 역사
과거 이 역에서는 로스앤젤레스 앤드 인디펜던스 및 퍼시픽 전기 트롤리 선이 정차하였다가, 1953년 9월 30일 샌타모니카 에어라인 폐선과 함께 폐쇄되었다. 이후 2012년 4월 28일 토요일에 이 위치에서 엑스포선 개통을 위해 재건되었다. 정기 운행은 2012년 6월 20일 수요일에 재개되었다.